# 愛知県立知多高等学校
愛知県立知多高等学校（あいちけんりつ ちたこうとうがっこう）は、かつて愛知県知多市金沢字大知山1番地に所在した公立の高等学校。
1974年（昭和49年）4月に開校し、第1期生は315人だった。開校時には第1期工事が完了しており、本館、8教室の校舎、武道館のみが存在した。1975年（昭和50年）には16教室の校舎、体育館兼講堂、プールなど第2期工事が完了し、運動場とコートが整備された。
2005年（平成17年）4月に知多東高等学校と統合され、総合学科の愛知県立知多翔洋高等学校となった。同校は知多東高等学校の建物を使用して開校した。

## 設置学科
- 普通科

## 沿革
- 1974年（昭和49年）4月：開校
- 2005年（平成17年）4月：知多東高等学校と統合され、総合学科の愛知県立知多翔洋高等学校が開校。知多高校は募集停止。
- 2007年（平成19年）3月31日：閉校

## 主な卒業生
- 大橋卓弥 - ミュージシャン。スキマスイッチ。
- 浜口裕章 - お笑い芸人。オオカミ少年。
- 池田浩二 - 競艇選手。